# Lopušné Pažite
Lopušné Pažite és un poble i municipi d'Eslovàquia que es troba a la regió de Žilina, al centre-nord del país. La primera menció escrita de la vila es remunta al 1598.

## Demografia
| Godina             | 1994 | 2004   | 2014   | 2024   |
| ------------------ | ---- | ------ | ------ | ------ |
| Nombre de persones | 438  | 452    | 468    | 436    |
| Diferència         |      | +3,19% | +3,53% | −6,83% |

| Godina             | 2023 | 2024   |
| ------------------ | ---- | ------ |
| Nombre de persones | 439  | 436    |
| Diferència         |      | −0,68% |